# Gunthorpe, Cambridgeshire
Gunthorpe är en stadsdel i Peterborough, i unparished area Peterborough, i distriktet Peterborough, i grevskapet Cambridgeshire i England. Stadsdelen hade 9 401 invånare år 2021. Gunthorpe var en civil parish 1866–1929 när blev den en del av Peterborough. Civil parish hade 65 invånare år 1921.